# CALCOCO1
CALCOCO1‏ (Calcium binding and coiled-coil domain 1) هوَ بروتين يُشَفر بواسطة جين CALCOCO1 في الإنسان.